# Miracle Whip
Miracle Whip è una salsa prodotta dalla Kraft Heinz e venduta negli Stati Uniti e in Canada.

## Storia

### Origini

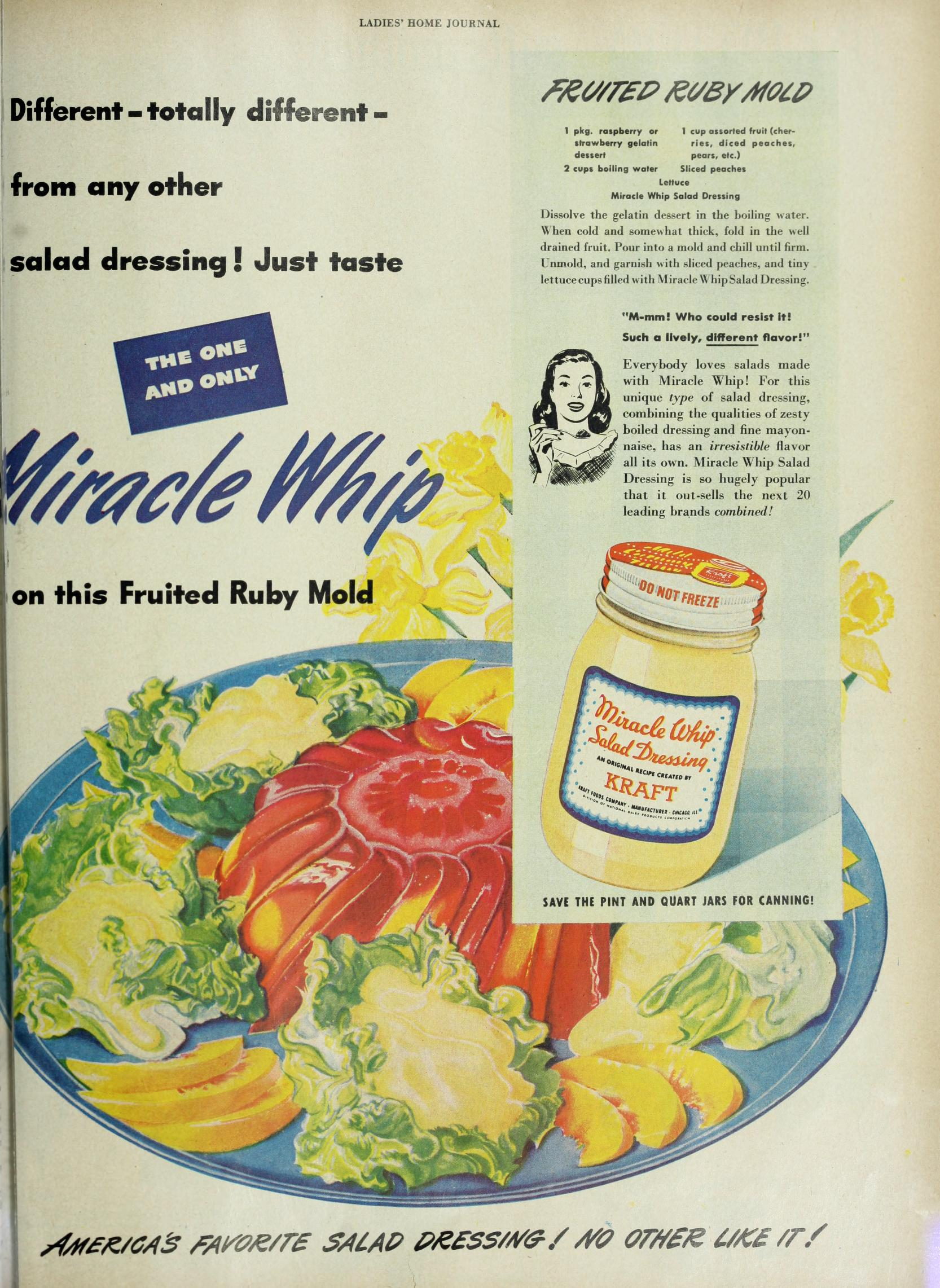
Pubblicità della Miracle Whip del 1948 che consiglia di provare il condimento assieme a una gelatina aromatizzata alla frutta

Secondo l'archivista della Kraft Becky Haglund Tousey, l'azienda statunitense ideò il prodotto nel 1933, al fine di lanciare sul mercato una variante più economica della maionese artigianale. Stando a questa versione delle origini della salsa, la Kraft avrebbe ideato il prodotto in casa, utilizzando una "macchina emulsionante" brevettata e inventata da Charles Chapman, che era in grado di creare un prodotto ottenuto mescolando della maionese a un cosiddetto "condimento bollito" per insalate, anche conosciuto come "condimento per insalata da spalmare". La macchina, soprannominata "Miracle Whip" da Chapman, faceva sì che gli ingredienti, che comprendevano oltre 20 spezie, fossero accuratamente miscelati.
Secondo altri, invece, la Miracle Whip nacque presso il Max Crosset's Cafe di Salem (Illinois), dove prendeva il nome di X-tra Fine Salad Dressing. Questa versione vuole che Crosset avesse venduto il prodotto alla Kraft Foods nel 1931 per 300 dollari. Pur riconoscendo che la Kraft abbia acquistato molti condimenti per insalata da altri produttori nel corso della sua storia, Tousey ritiene che questa vicenda non fosse mai accaduta.

### Successo
Il prodotto venne presentato in anteprima all'Expo 1933 di Chicago. Grazie anche alla sponsorizzazione di una serie di programmi radiofonici di due ore, il condimento ebbe presto un notevole successo, e veniva usato per insaporire la frutta, la verdura e le insalate. Al termine del suo periodo introduttivo, la Miracle Whip risultava essere il marchio più venduto di maionese.
Dal 1972, la Mondelēz International iniziò a vendere la Miracle Whip in Germania, ove prende il nome di "Miracel Whip".

### Anni 2000-2010

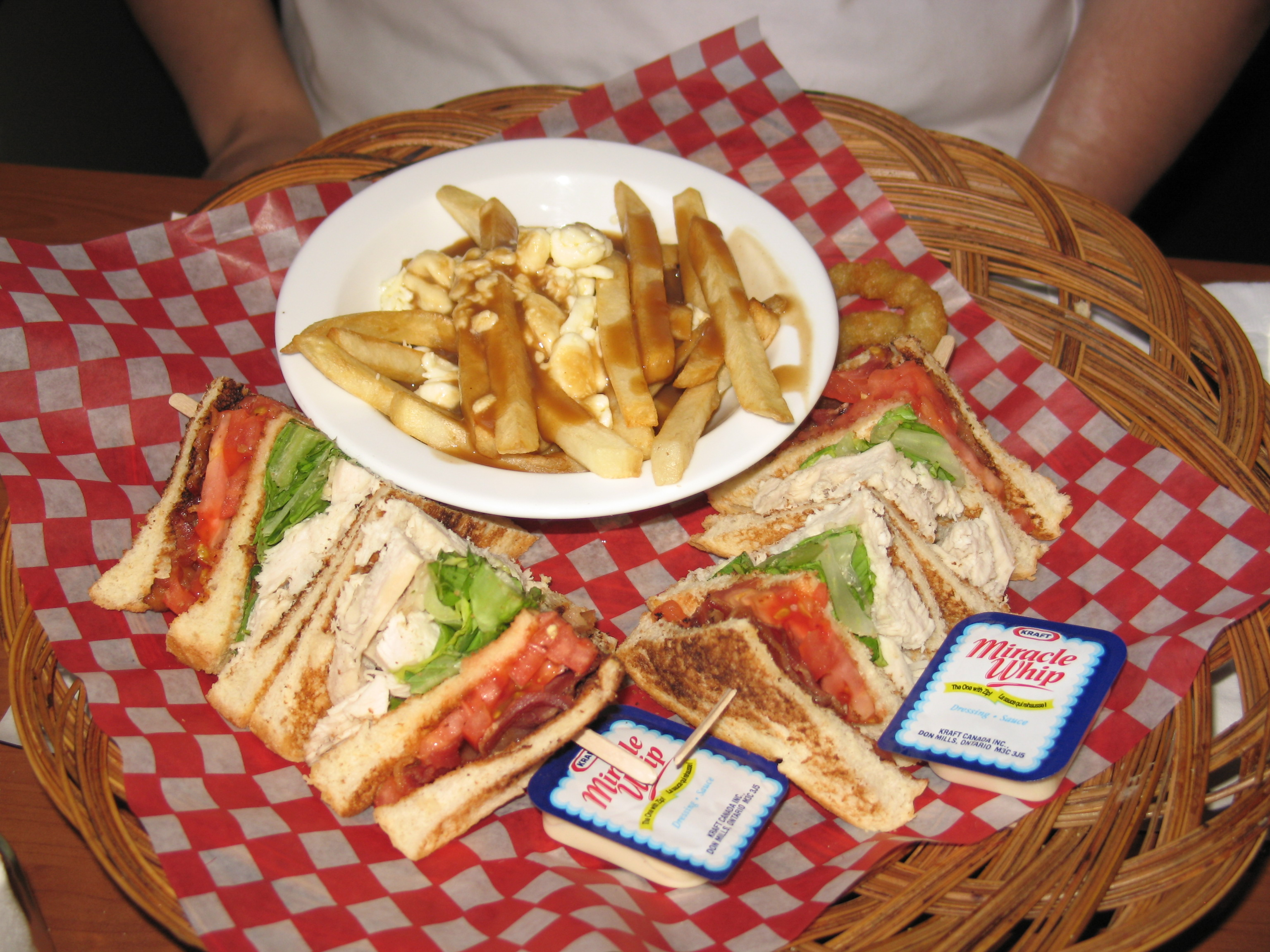
Club sandwich, poutine, e salsa Miracle Whip

Nel 2009, la Six Flags avviò una nuova partnership con il marchio Miracle Whip.
In seguito alle critiche fatte da Stephen Colbert durante il suo programma The Colbert Report nei confronti della Miracle Whip, i proprietari del marchio acquistarono tempo pubblicitario durante il periodo della messa in onda della trasmissione, e criticarono Colbert per il fatto che lui fosse un amante della maionese classica.
Durante un'iniziativa promozionale avvenuta nel 2018, la città di Mayo, in Florida, cambiò temporaneamente il nome in "Miracle Whip".

## Ingredienti
La Miracle Whip è composta da acqua, olio di soia, sciroppo di mais ad alto contenuto di fruttosio, aceto, amido di mais modificato, uova, sale, aromi naturali, farina di senape, sorbato di potassio, spezie e aglio essiccato.

## Nei Media
La Miracle Whip è citata nella serie Better Call Saul.